# 中国国家牡丹园
中国国家牡丹园，又名国色牡丹园、中国国家牡丹基因库，坐落在河南省洛阳市邙山，占地面积700亩，始建于1978年，1992年建立中国国家牡丹基因库，并被李长春题名为“国色牡丹园”，也是目前为止唯一的中国国家级牡丹基因库，园内所栽培的1350个品种80万株牡丹几乎涵盖了中国境内所有牡丹品种以及世界各地主要牡丹品种的基因。